# Тюлька
Тю́лька, або каспійська кі́лька (Clupeonella) — рід риб родини оселедцеві (Clupeidae). Поширені в прісних і солонуватих водах басейнів Чорного і Каспійського морів.

## Види
- Clupeonella abrau (Maliatsky, 1930) — Тюлька абрауська
- Clupeonella caspia Svetovidov, 1941 — Тюлька каспійська
- Clupeonella cultriventris (Nordmann, 1840) — Тюлька звичайна
- Clupeonella engrauliformis (Borodin, 1904) — Тюлька анчоусоподібна
- Clupeonella grimmi Kessler, 1877 — Тюлька великоока, або південнокаспійська
- Clupeonella tscharchalensis (Borodin, 1896) — Тюлька прісноводна